# Roy Señeres

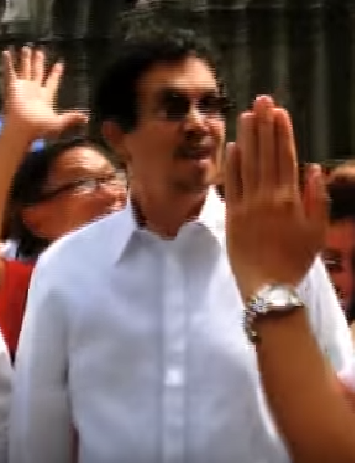
Roy Señeres, 2015

Roy Villareal Señeres (* 6. Juli 1947 in Mambusao; † 8. Februar 2016 in Taguig City) war ein philippinischer Politiker und Diplomat, der 2016 für die Arbeiter- und Bauernpartei (Partido ng Manggagawa at Magsasaka) zur Präsidentschaftswahl seines Heimatlandes antreten wollte, jedoch circa drei Monate vor der Wahl starb.
Señeres verbrachte seine Kindheit und Jugend in Butuan, bevor er 1967 einen Bachelor of Arts an der privat geführten Universität Santo Tomas und 1971 einen Bachelor of Laws am privat geführten, römisch-katholischen San Beda College erwarb. In der Folge war er als Rechtsanwalt tätig und amtierte zwischen 1994 und 1998 als Botschafter der Philippinen in den Vereinigten Arabischen Emiraten, die ein wichtiges Zielland für philippinische Arbeitsmigranten sind.
Seine im Jahr 2015 verkündete Bewerbung für das Amt des philippinischen Präsidenten zog er am 5. Februar 2016 zurück, da seine langwierige Zuckerkrankheit immer stärkere gesundheitliche Beeinträchtigungen auslöste.
Wenige Tage nach dem Rückzug aus dem Wahlkampf erlitt Señeres einen diabetesbedingten Herzstillstand. Der Vater von sechs Kindern starb am 8. Februar 2016 im St. Luke’s Medical Center in Taguig.